# Piotrkowice (gromada w powiecie buskim)
Piotrkowice – dawna gromada, czyli najmniejsza jednostka podziału terytorialnego Polskiej Rzeczypospolitej Ludowej w latach 1954–1972.
Gromady, z gromadzkimi radami narodowymi (GRN) jako organami władzy najniższego stopnia na wsi, funkcjonowały od reformy reorganizującej administrację wiejską przeprowadzonej jesienią 1954 do momentu ich zniesienia z dniem 1 stycznia 1973, tym samym wypierając organizację gminną w latach 1954–1972.
Gromadę Piotrkowice z siedzibą GRN we Piotrkowicach utworzono – jako jedną z 8759 gromad na obszarze Polski – w powiecie buskim w woj. kieleckim, na mocy uchwały nr 13a/54 WRN w Kielcach z dnia 29 września 1954. W skład jednostki weszły obszary dotychczasowych gromad Piotrkowice, Celiny, Grabowiec, Lisów, Minostowice i Suliszów ze zniesionej gminy Maleszowa w tymże powiecie. Dla gromady ustalono 25 członków gromadzkiej rady narodowej.
1 stycznia 1956 gromada weszła w skład nowo utworzonego powiatu chmielnickiego w tymże województwie.
31 grudnia 1959 do gromady Piotrkowice przyłączono obszar zniesionej gromady Maleszowa.
31 grudnia 1960 z gromady Piotrkowice wyłączono kolonię Straszniów Gumienicki włączając ją do gromady Pierzchnica.
W związku ze zlikwidowaniem powiatu chmielnickiego z dniem 31 grudnia 1961, gromadę włączono z powrotem do powiatu buskiego w tymże województwie.
Gromada przetrwała do końca 1972 roku, czyli do kolejnej reformy gminnej.